# Ayuntamiento de Mérida (España)
El Ayuntamiento de Mérida es una de las cuatro administraciones públicas con responsabilidad política en la ciudad de Mérida, junto a la Administración General del Estado de España, la Junta de Extremadura y la Diputación Provincial de Badajoz. Desde 1979 sus responsables políticos son escogidos por sufragio universal por los ciudadanos de Mérida con derecho a voto, en elecciones celebradas cada cuatro años. En la actualidad su alcalde es Antonio Rodríguez Osuna, que gobierna desde 2015, año en el que ganara las elecciones municipales.
El Ayuntamiento cuenta con 25 concejales distribuidos entre el PSOE, con trece, el Partido Popular, con cinco, CS, con tres, Unidas por Mérida, con dos, y Vox, con dos.

## Alcaldes
| Periodo   | Nombre                   | Partido                                  |
| --------- | ------------------------ | ---------------------------------------- |
| 1979-1983 | Martín López Heras       | Partido Socialista Obrero Español (PSOE) |
| 1983-1987 | Antonio Vélez Sánchez    | Partido Socialista Obrero Español (PSOE) |
| 1987-1991 | Antonio Vélez Sánchez    | Partido Socialista Obrero Español (PSOE) |
| 1991-1995 | Antonio Vélez Sánchez    | Partido Socialista Obrero Español (PSOE) |
| 1995-1999 | Pedro Acedo Penco        | Partido Popular (PP)                     |
| 1999-2003 | Pedro Acedo Penco        | Partido Popular (PP)                     |
| 2003-2007 | Pedro Acedo Penco        | Partido Popular (PP)                     |
| 2007-2011 | José Ángel Calle Gragera | Partido Socialista Obrero Español (PSOE) |
| 2011-2015 | Pedro Acedo Penco        | Partido Popular (PP)                     |
| 2015-2019 | Antonio Rodríguez Osuna  | Partido Socialista Obrero Español (PSOE) |
| 2019-2023 | Antonio Rodríguez Osuna  | Partido Socialista Obrero Español (PSOE) |
| 2023-act. | Antonio Rodríguez Osuna  | Partido Socialista Obrero Español (PSOE) |

## Competencias
El Ayuntamiento es el organismo con mayores competencias y funcionarios públicos en la ciudad, ya que regula la vida diaria de los ciudadanos, e importantes asuntos como la planificación urbanística, los transportes, la recaudación de impuestos municipales, la gestión de la seguridad vial mediante la Policía Local, el mantenimiento de la vía pública (asfaltado, limpieza...) y de los jardines. También es el responsable de la construcción de equipamientos municipales como guarderías, polideportivos, bibliotecas, residencias para la tercera edad, viviendas de protección pública.

## Resultados electorales
| Partido político                                 | 2023   | 2023  | 2023       | 2019   | 2019  | 2019       | 2015   | 2015  | 2015       | 2011   | 2011  | 2011       | 2007                     | 2007                     | 2007                     |
| Partido político                                 | Votos  | %     | Concejales | Votos  | %     | Concejales | Votos  | %     | Concejales | Votos  | %     | Concejales | Votos                    | %                        | Concejales               |
| Partido Socialista Obrero Español (PSOE)         | 14 208 | 48,54 | 14         | 13 703 | 48,87 | 14         | 12 560 | 42,13 | 11         | 11 357 | 36,89 | 10         | 14 590                   | 47,80                    | 13                       |
| Partido Popular (PP)                             | 7044   | 24,06 | 6          | 5351   | 19,08 | 5          | 8443   | 28,32 | 8          | 13 848 | 44,98 | 13         | 13 817                   | 45,27                    | 12                       |
| Vox                                              | 2584   | 8,82  | 2          | 1933   | 6,89  | 1          | —      | —     | —          | —      | —     | —          | —                        | —                        | —                        |
| XMérida                                          | 2103   | 7,18  | 2          | —      | —     | —          | —      | —     | —          | —      | —     | —          | —                        | —                        | —                        |
| Podemos-Izquierda Unida (IU)-Equo-Ganemos        | 1905   | 6,50  | 1          | 2623   | 9,35  | 2          | 2103   | 7,05  | 2          | 1843   | 5,59  | 1          | 1010                     | 3,21                     | 0                        |
| Ciudadanos (CS)                                  | 451    | 1,54  | 0          | 3831   | 13,66 | 3          | 2282   | 7,66  | 2          | —      | —     | —          | —                        | —                        | —                        |
| Participa                                        | —      | —     | —          | —      | —     | —          | 2165   | 7,26  | 2          | —      | —     | —          | —                        | —                        | —                        |
| Socialistas Independientes de Extremadura (SIEx) | —      | —     | —          | —      | —     | —          | 967    | 3,24  | 0          | 1555   | 5,05  | 1          | Con Izquierda Unida (IU) | Con Izquierda Unida (IU) | Con Izquierda Unida (IU) |

## Evolución de la deuda viva
El concepto de deuda viva contempla solo las deudas con cajas y bancos relativas a créditos financieros, valores de renta fija y préstamos o créditos transferidos a terceros, excluyéndose, por tanto, la deuda comercial. La deuda viva municipal por habitante en 2014 ascendía a 943,65 €.
| Gráfica de evolución de la deuda viva del Ayuntamiento entre 2008 y 2023                         |
|                                                                                                  |
| Deuda viva del Ayuntamiento de Mérida, en miles de euros, según datos del Ministerio de Hacienda |